# انایکات
انایکات (به لاتین: Anaikot) یک منطقهٔ مسکونی در نپال است که در Bagmati Zone واقع شده‌است.

## خصوصیات
انایکات ۴٬۹۹۰ نفر جمعیت دارد.